# Witbrauwlelvliegenvanger
De witbrauwlelvliegenvanger (Platysteira tonsa; synoniem: Dyaphorophyia tonsa) is een zangvogel uit de familie Platysteiridae (lelvliegenvangers).

## Verspreiding en leefgebied
Deze soort komt voor van zuidelijk Nigeria tot Gabon en Congo-Brazzaville en in het oosten van Congo-Kinshasa.

## Status
De grootte van de populatie is niet gekwantificeerd maar de soort wordt omschreven als schaars tot algemeen. Op de Rode lijst van de IUCN heeft deze soort de status niet bedreigd.